# UEFA 유로 1984 결승전
UEFA 유로 1984 결승전(프랑스어: Finale du championnat d'Europe de football 1984)은 1984년 6월 27일에 UEFA 유로 1984의 우승 팀을 가리기 위해 프랑스 파리의 파르크 데 프랭스에서 열린 축구 경기이다. 개최국이자 대회 우승 후보로 지목된 유럽 최고의 팀 프랑스와 스페인의 경기였다.
프랑스 미드필더 미셸 플라티니는 경기 57분에 대회 9호골을 터뜨렸는데, 그가 낮게 찬 프리킥은 스페인 골키퍼 루이스 아르코나다가 뻗은 손을 너머 골망을 갈랐다. 브뤼노 베욘은 경기 막판에 프랑스의 추가골을 득점하였는데, 그는 쇄도하는 골키퍼를 너머 왼발로 가볍게 차 내어 2-0 승리를 가져다 주었다. 베욘의 골은 프랑스가 이 대회에 득점한 14골 중 공격수가 넣은 유일한 골이었다.

## 상세 정보
| 프랑스                  | 2–0    | 스페인 |
| ----------------------- | ------ | ------ |
| 플라티니 57′ · 베욘 90′ | 리포트 |        |

| 프랑스 | 스페인 |

|             |    |                      |         |     |
|             |    |                      |         |     |
| GK          | 1  | 조엘 바츠            |         |     |
| RB          | 5  | 파트리크 바티스통    |         | 73′ |
| CB          | 4  | 막심 보시            |         |     |
| CB          | 15 | 이봉 르 루           | 54′ 85′ |     |
| LB          | 3  | 장-프랑수아 도메르게 |         |     |
| DM          | 6  | 루이스 페르난데스    | 30′     |     |
| CM          | 12 | 알랭 지레스          |         |     |
| CM          | 14 | 장 티가나            |         |     |
| AM          | 10 | 미셸 플라티니 (주장) |         |     |
| CF          | 17 | 베르나르 라콩브      |         | 80′ |
| CF          | 11 | 브뤼노 베욘          |         |     |
| 교체 선수:  |    |                      |         |     |
| DF          | 2  | 마뉘엘 아모로스      |         | 73′ |
| FW          | 9  | 베르나르 장기니      |         | 80′ |
| 감독:       |    |                      |         |     |
| 미셸 이달고 |    |                      |         |     |

|             |    |                          |     |     |
|             |    |                          |     |     |
| GK          | 1  | 루이스 아르코나다 (주장) |     |     |
| RB          | 2  | 산티아고 우르키아가      |     |     |
| CB          | 10 | 리카르도 가예고          | 26′ |     |
| CB          | 12 | 살바                     |     | 85′ |
| LB          | 3  | 호세 안토니오 카마초     |     |     |
| RM          | 11 | 로보 카라스코            | 30′ |     |
| CM          | 8  | 빅토르 무뇨스            |     |     |
| CM          | 16 | 프란시스코               |     |     |
| LM          | 14 | 훌리오 알베르토          |     | 75′ |
| AM          | 7  | 후안 세뇨르              |     |     |
| FW          | 9  | 산티야나                 |     |     |
| 교체 선수:  |    |                          |     |     |
| FW          | 19 | 마누엘 사라비아          |     | 75′ |
| MF          | 15 | 로베르토                 |     | 85′ |
| 감독:       |    |                          |     |     |
| 미겔 무뇨스 |    |                          |     |     |